# Kartuszyne
Kartuszyne (ukr. Картушине) – osiedle typu miejskiego na Ukrainie, w obwodzie ługańskim.

## Historia
Miejscowość założono w 1898 roku, w latach 1938-2016 osiedle typu miejskiego pod nazwą Prołetarśkyj.
W 1989 liczyło 1595 mieszkańców.
W 2013 liczyło 1568 mieszkańców.
Od 2014 roku jest pod kontrolą Ługańskiej Republiki Ludowej.
W 2016 roku przywrócono pierwotną nazwę.

## Ludzie związani z miejscowością
- Wołodymyr Semenowycz Borysenko (Володимир Семенович Борисенко) - ur. 1925, ukraiński aktor, znany z występów na scenie kijowskiego Teatru Operetta. Zasłużony artysta Ukrainy (1980)[4].